# Melitaea alpestris
Melitaea alpestris är en fjärilsart som beskrevs av Hans Fruhstorfer 1917. Melitaea alpestris ingår i släktet Melitaea och familjen praktfjärilar. Inga underarter finns listade i Catalogue of Life.